# Mária Pisárčiková
Mária Pisárčiková (ur. 23 stycznia 1937 w miejscowości Hul, okr. Nowe Zamki) – słowacka językoznawczyni. Jej działalność naukowo-badawcza koncentruje się na leksykologii, leksykografii i problematyce kultury języka.
W latach 1954–1959 studiowała język słowacki i rosyjski na Wydziale Filozoficznym Uniwersytetu Komeńskiego w Bratysławie. W 1965 r. uzyskała „mały doktorat” (PhDr.). W okresie 1958–1961 pełniła funkcję redaktorki muzycznej Československého Rozhlasu w Bratysławie. W 1962–1966 była pracownikiem Instytutu Języka Słowackiego, w latach 1967–1995 zaś pracownikiem Instytutu Językoznawstwa im. Ľudovíta Štúra. W latach 1996–1999 należała do Centralnej Rady Językowej.
Autorka bądź współautorka licznych prac naukowych. Wniosła także wkład w słownikarstwo.

## Wybrana twórczość
- Pravidelné jazykové rubriky ako prostriedok pestovania kultúry reči (1986)
- Relaxujeme sa, saunujeme sa alebo relaxujeme, saunujeme? (1986)
- Kto tvorí jazyk? (1987)
- Miesto subštandardných slov v slovnej zásobe (1988)
- Synonymický slovník slovenčiny (współautorstwo, 1995)